# Kerem Aktürkoğlu
Muhammed Kerem Aktürkoğlu (ur. 21 października 1998 w İzmicie) – turecki piłkarz występujący na pozycji napastnika w portugalskim klubie SL Benfica oraz w reprezentacji Turcji. Wychowanek Başakşehiru, w trakcie swojej kariery grał także w takich zespołach jak Bodrumspor, Karacabey Belediyespor oraz 24 Erzincanspor oraz Galatasaray.